# Ravne na Koroškem
Ravne na Koroškem – miasto w Słowenii, siedziba gminy Ravne na Koroškem. W 2018 roku liczyło 7268 mieszkańców.
Leży w północnej części kraju, niedaleko Dravogradu, w Mežiškiej dolinie. Jego starsza część do 1952 roku nosiła nazwę Guštanj.
Pierwsza historyczna wzmianka o Guštanju pochodzi z 1248 roku (jako Gutenstein). Miasto od XVIII wieku związane jest z hutnictwem. Po zakończeniu II wojny światowej utworzono hutę stali wraz z walcownią.